# Bois-Héroult
Bois-Héroult ist eine französische Gemeinde mit 168 Einwohnern (Stand: 1. Januar 2022) im Département Seine-Maritime in der Region Normandie (vor 2016: Haute-Normandie). Sie gehört zum Arrondissement Rouen und zum Kanton Le Mesnil-Esnard (bis 2015: Kanton Buchy). Die Einwohner werden Bois-Héroultais genannt.

## Geographie
Bois-Héroult liegt etwa 25 Kilometer nordöstlich von Rouen. Umgeben wird Bois-Héroult von den Nachbargemeinden Bosc-Bordel im Norden, Mauquenchy im Nordosten, Bosc-Édeline im Osten, Sigy-en-Bray im Südosten, Bois-Guilbert im Süden, Héronchelles im Südwesten sowie Buchy im Westen und Nordwesten.

## Einwohnerentwicklung
| 1962                      | 1968 | 1975 | 1982 | 1990 | 1999 | 2006 | 2013 |
| ------------------------- | ---- | ---- | ---- | ---- | ---- | ---- | ---- |
| 166                       | 134  | 112  | 121  | 130  | 140  | 162  | 185  |
| Quelle: Cassini und INSEE |      |      |      |      |      |      |      |

## Sehenswürdigkeiten
- Kirche Nativité-de-la-Notre-Dame aus dem 15. Jahrhundert, seit 1967/1969 Monument historique
- Schloss Bois-Héroult aus dem 18. Jahrhundert

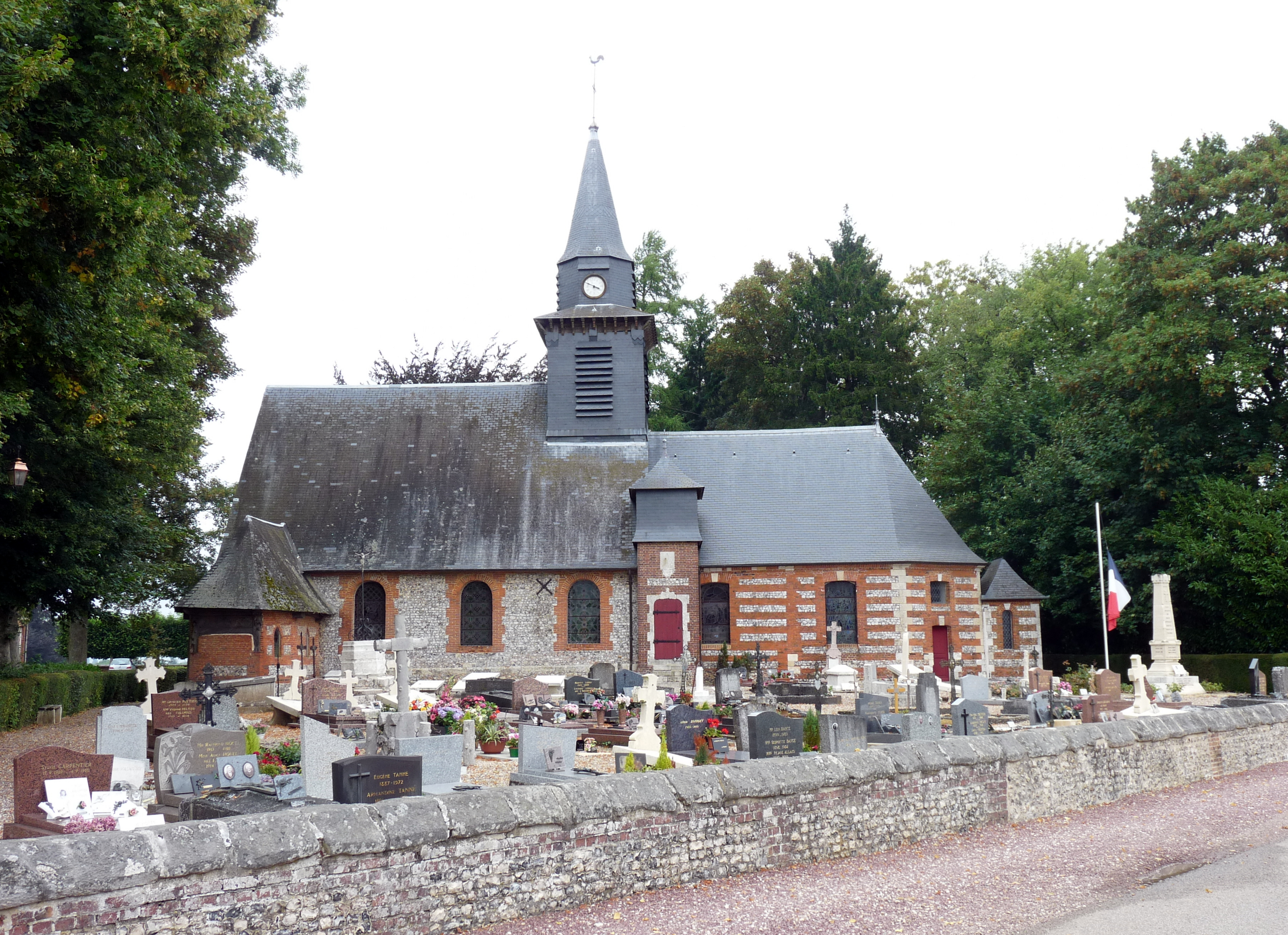
Kirche Notre-Dame
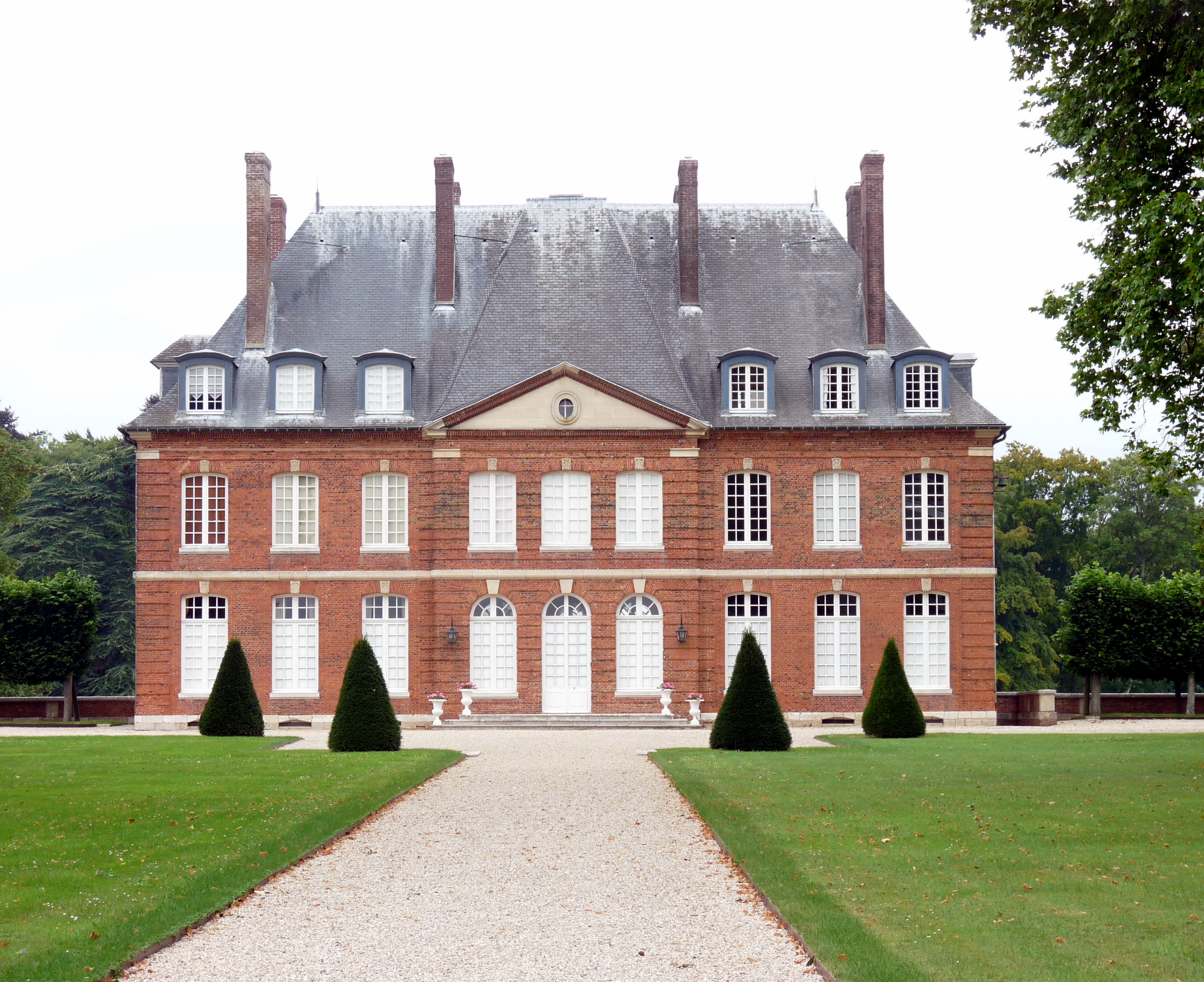
Schloss Bois-Héroult